# Silian (Regno Unito)
Silian, originariamente "Sulien", è un villaggio nella valle del fiume Teifi, Ceredigion, Galles. Si trova a circa due miglia a nord-ovest di Lampeter. Silian è anche il nome della parrocchia, che prende il nome da S. Sulien, a cui è consacrata la chiesa del paese, costruita durante la prima metà del VI secolo.